# Bjarne Hansen (calciatore 1929)
Bjarne Hansen (Oslo, 27 maggio 1929 – Oslo, 16 gennaio 2023) è stato un calciatore norvegese, di ruolo difensore.

## Carriera

### Club
Hansen giocò con la maglia del Vålerengen.

### Nazionale
Conta 3 presenze per la Norvegia. Esordì il 10 novembre 1957, nella sconfitta per 5-0 contro l'Ungheria.